# Підволочиський деканат УГКЦ
Підволочиський деканат Тернопільсько-Зборівської архієпархії УГКЦ — релігійна структура УГКЦ, що діє на території Тернопільської області України.

## Історія
У структурі УГКЦ XVIII столітті парафії теперішнього Підволочиського деканату належали до Луцько-Острозької єпархії.

## Декани
Декан Підволочиський — о. Михайло Валійон.

## Парафії деканату
| Парафії                                  | Населені пункти               | Парохи                              | Світлини |
| ---------------------------------------- | ----------------------------- | ----------------------------------- | -------- |
| Святого Миколая                          | с. Богданівка                 | о. Іван Яворський (адміністратор)   |          |
| Святого Миколая                          | с. Галущинці                  | о. Володимир Фурман (адміністратор) |          |
| Покрови Пресвятої Богородиці             | с. Гнилиці                    | о. Михайло Валійон                  |          |
| Святого апостола Івана Богослова         | с. Гнилички                   | о. Олег Іщук                        |          |
| Різдва Пресвятої Богородиці              | с. Голошинці                  | о. Олег Іщук                        |          |
| Успіння Пресвятої Богородиці             | с. Городниця                  | о. Юрій Кіндзерський                |          |
| Успіння Пресвятої Богородиці             | с. Жеребки                    | о. Володимир Фурман (адміністратор) |          |
| Воздвиження Чесного Хреста Господнього   | с. Зарубинці                  | о. Михайло Буртник                  |          |
| Собору Івана Хрестителя                  | с. Іванівка                   | о. Іван Козар                       |          |
| Святого архістратига Михаїла             | с. Кам'янки                   | о. Володимир Фурман (адміністратор) |          |
| Святого архістратига Михаїла             | с. Качанівка                  | о. Іван Козар                       |          |
| Покрови Пресвятої Богородиці             | с. Клебанівка                 | о. Іван Яворський (адміністратор)   |          |
| Введення в храм Пресвятої Богородиці     | с. Климківці                  | о. Михайло Андрейчук                |          |
| Святого Димитрія                         | с. Козярі                     | о. Олег Іщук                        |          |
| Вознесення Господнього                   | с. Магдалівка                 | о. Андрій Луковський                |          |
| Покрови Пресвятої Богородиці             | с. Медин                      | о. Михайло Андрейчук                |          |
| Різдва святого Івана Хрестителя          | с. Митниця                    | о. Андрій Луковський                |          |
| Святого архістратига Михаїла             | с. Нове Село                  | о. Олег Іщук                        |          |
| Покрови Пресвятої Богородиці             | с. Оріховець                  | о. Іван Паславський                 |          |
| Святого архістратига Михаїла             | с. Остап'є                    | о. Михайло Буртник                  |          |
| Пресвятої Трійці                         | смт Підволочиськ              | о. Зиновій Гончарик                 |          |
| Успіння Пресвятої Богородиці             | смт Підволочиськ (Заднишівка) | о. Михайло Валійон                  |          |
| Успенія Діви Марії                       | с. Поділля                    | о. Андрій Луковський                |          |
| Святого архістратига Михаїла             | с. Рожиськ                    | о. Іван Паславський                 |          |
| Преображення Господнього                 | м. Скалат                     | о. Юрій Кіндзерський                |          |
| Святого апостола Івана Богослова         | с. Скорики                    | о. Михайло Андрейчук                |          |
| Святого Миколая                          | с. Староміщина                | о. Юрій Каспрій                     |          |
| Різдва Пресвятої Богородиці              | с. Супранівка                 | о. Юрій Каспрій                     |          |
| Святого Миколая                          | с. Терпилівка                 | о. Михайло Андрейчук                |          |
| Воздвиження Чесного Хреста Господнього   | с. Токи                       | о. Михайло Валійон                  |          |
| Святого Василія Великого                 | с. Турівка                    | о. Ярослав Задоріжний               |          |
| Різдва Пресвятої Богородиці              | с. Фащівка                    | о. Ярослав Задоріжний               |          |
| Покрови Пресвятої Богородиці             | с. Хоптянка                   | о. Андрій Луковський                |          |
| Святого Димитрія                         | с. Чернилівка                 | о. Іван Паславський                 |          |
| Святих верховних апостолів Петра і Павла | с. Шевченкове                 | о. Іван Яворський (адміністратор)   |          |